# استچورث
استچورث (به انگلیسی: Stetchworth) یک روستا و محله مدنی در بریتانیا است که در کمبریج‌شر شرقی واقع شده‌است. استچورث ۷۰۴ نفر جمعیت دارد.